# Andreas Saks
Andreas Saks, russisch Андрей Адамович Закс, nach deutscher Transkription Andrei Adamowitsch Saks (* 4. Mai 1903 in Baku, Russisches Kaiserreich; † 11. November 1983 in Kischinjow, Moldawische SSR, UdSSR) war ein russischer Dichter, Schriftsteller sowie Bühnenautor der deutschsprachigen Minderheit in der UdSSR.

## Leben
Andreas Saks kam in der aserbaidschanischen Stadt Baku, das damals Teil des Russischen Zarenreichs war, in einer Familie deutscher Herkunft zur Welt. Früh wurde er zum Waisen und wurde von seinen Großeltern großgezogen. Seine Kindes- und Jugendzeit verbrachte Saks in der Gemeinde Semjonowka. Zunächst begann er eine Lehre als Tischler, wurde für die Jahre 1925–27 in die Rote Armee einberufen, wodurch er im sibirischen Atschinsk stationiert war. Während des Dienstes war Andreas Saks als Bibliothekar tätig. Seit 1931 arbeitete er in der Redaktion der sowjetisch-deutschen Tageszeitung Nachrichten, welche ihren Hauptsitz in der Wolgadeutschen Republik hatte, wo er anschließend in einem deutschen Theater für Dramaturgie tätig wurde. Er studierte zudem von 1934 bis 1938 an der Pädagogischen Hochschule von Engels. Im Jahre 1938 rief Saks den Schriftsteller-Verband der ASSR der Wolgadeutschen (russ. Союз писателей АССР Немцев Поволжья) ins Leben.
Mit dem Beginn des Zweiten Weltkrieges deportierte man ihn – obwohl es Gerüchte gab, Saks sei, ähnlich wie der wolgadeutsche Schriftsteller Viktor Schnittke, jüdischer Herkunft und somit nach der Nationalitätenpolitik der UdSSR nicht der deutschen Ethnie zugehörig – wie viele andere deutschstämmige Sowjetbürger nach Sibirien. Saks schaffte es sich vom Arbeiter, zum Buchhalter und Lehrer hochzuarbeiten. Schließlich ging er nach Astrachan, anschließend nach Tiraspol in der Moldawischen SSR.
Andreas Saks schuf unter anderem Werke wie Die Quellen sprudeln (russ. Источники бьют ключом), Franz Kraft (russ. Франц Крафт) oder Pater Wutzkis Höllenfahrt (russ. Вознесение патера Вуцки в ад). Als eines der wohl bedeutendsten seiner Bücher gilt der Roman Im Wirbelsturm (В вихре времени).